# 谏壁街道
谏壁街道是中华人民共和国江苏省鎮江市京口区下辖的一个街道办事处。
1992年10月，镇江市行政区划调整，时谏壁镇属京口区。2011年7月22日，京口区人民政府根据江苏省人民政府《关于撤销镇江市京口区象山镇谏壁镇分别设立街道办事处的批复》（苏政复【2011】43号）和市政府《关于同意撤销京口区象山镇谏壁镇分别设立街道的批复》（镇政复【2011】17号）精神，撤销象山镇和谏壁镇，设立象山街道和谏壁街道。
境内有京杭大运河的谏壁口，所设苏南谏壁船闸（控制着从长江进入苏南运河到杭州的所有船只的进入），另外还有江苏省第一大火力发电厂--国电镇江谏壁发电厂，以及镇江化工上市公司--江苏镇江索普集团。该街道向东与镇江新区拥有长江深水岸线的大港街道相连，向南与镇江丹徒区民营经济最发达的辛丰镇相连，该街道境内还有江苏省省级经济开发区--镇江京口经济开发区（开发区内的著名企业德资的爱励铝业，鼎盛铝业），中储粮、鸿泰钢铁，镇江飞驰--中国最大的冷藏车制造公司）。

## 行政区划
谏壁街道下辖以下村级行政区划单位：
越河街社区、东街社区、西街社区、谏电社区、索普社区、粮山社区、月湖社区、焦湾社区、雩北村、蔡家村、东京村和雩山村。